# تيكومة سميثية
تيكومة سميثية (الاسم العلمي:Tecoma x smithii) هي نوع هجين غير مؤكد من النباتات يتبع جنس التيكومة من الفصيلة البنيونية.